# Isaac Habrecht
Ne doit pas être confondu avec Isaac Habrecht (1589-1633).
Isaac Habrecht, né le 23 février 1544 à Schaffhouse et mort le 11 novembre 1620 à Strasbourg, est un horloger suisse.

## Biographie
Fils de Joachim Habrecht (de), également horloger et connu pour avoir construit les horloges astronomiques de Schaffhouse et Soleure, il suit son apprentissage chez son père. Il épouse Anna Rueger en 1566 puis, 20 ans plus tard, Margarete Beck.
Avec son frère Josias (de) (1552-1575), il construit la seconde horloge astronomique de Strasbourg entre 1571 et 1574, dont les plans avaient été dressés par Christian Herlin (la), puis par Conrad Dasypodius.

## Quelques réalisations

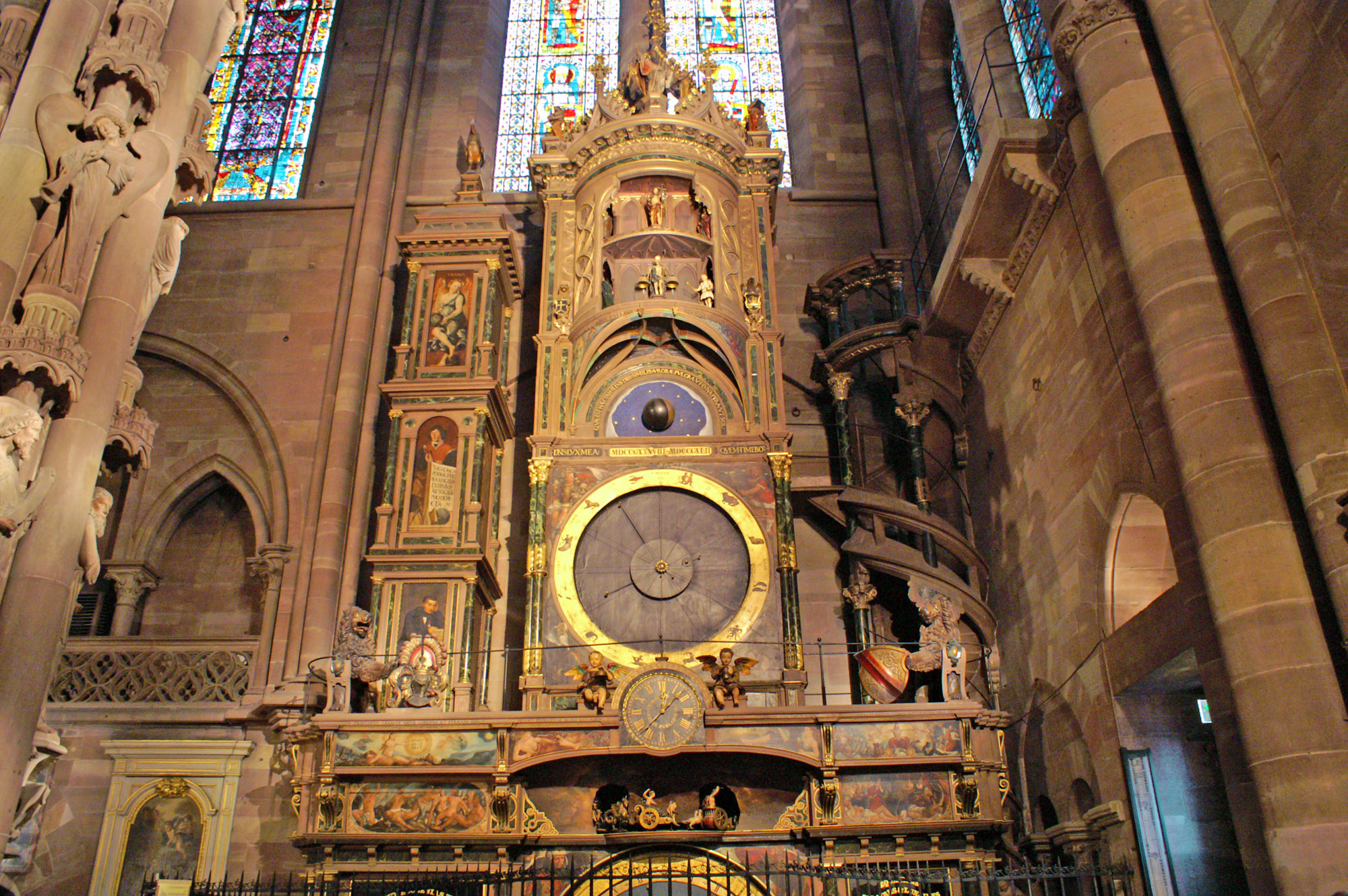
Horloge astronomique de Strasbourg.
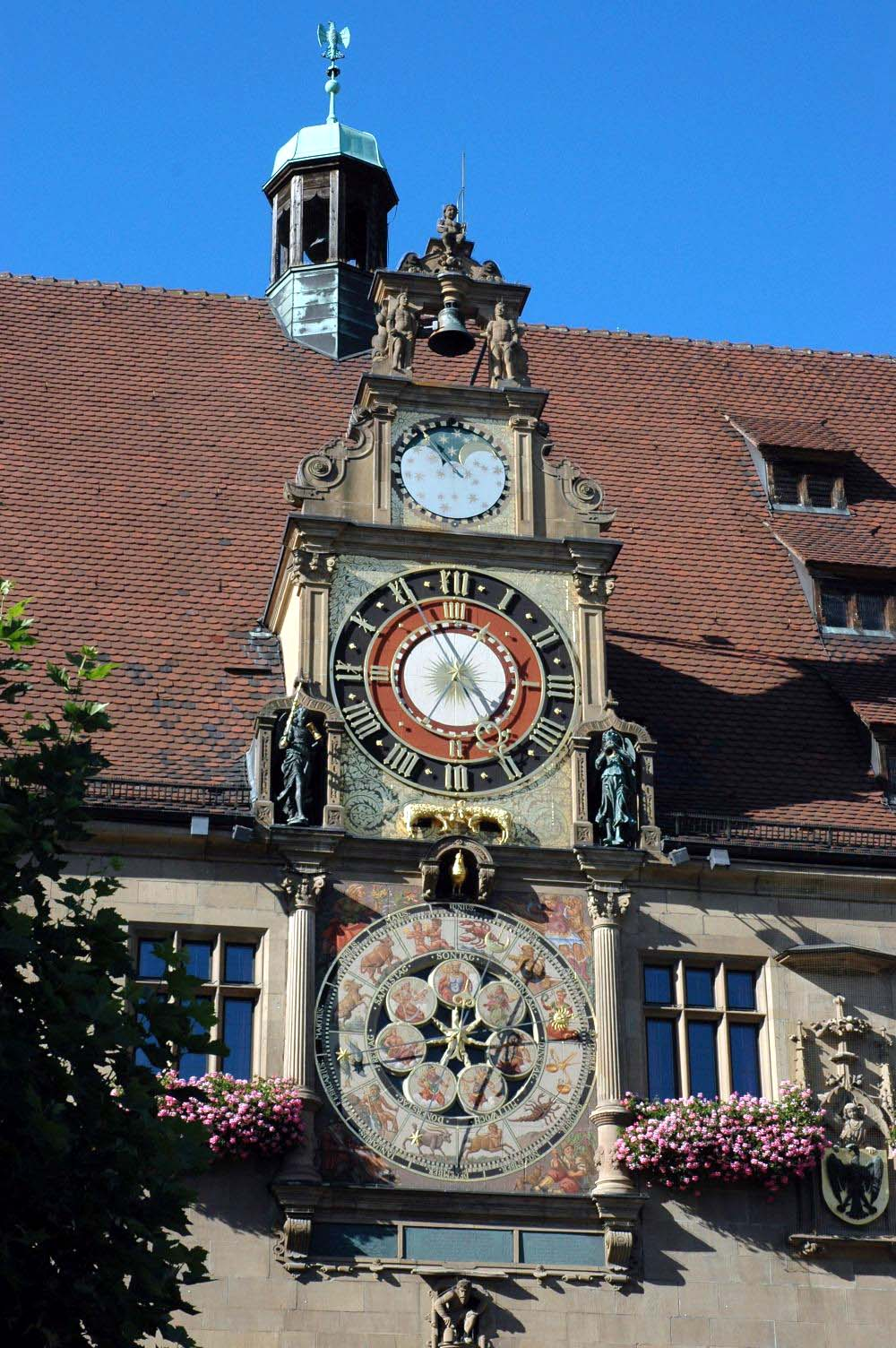
Horloge de l'hôtel de ville de Heilbronn.
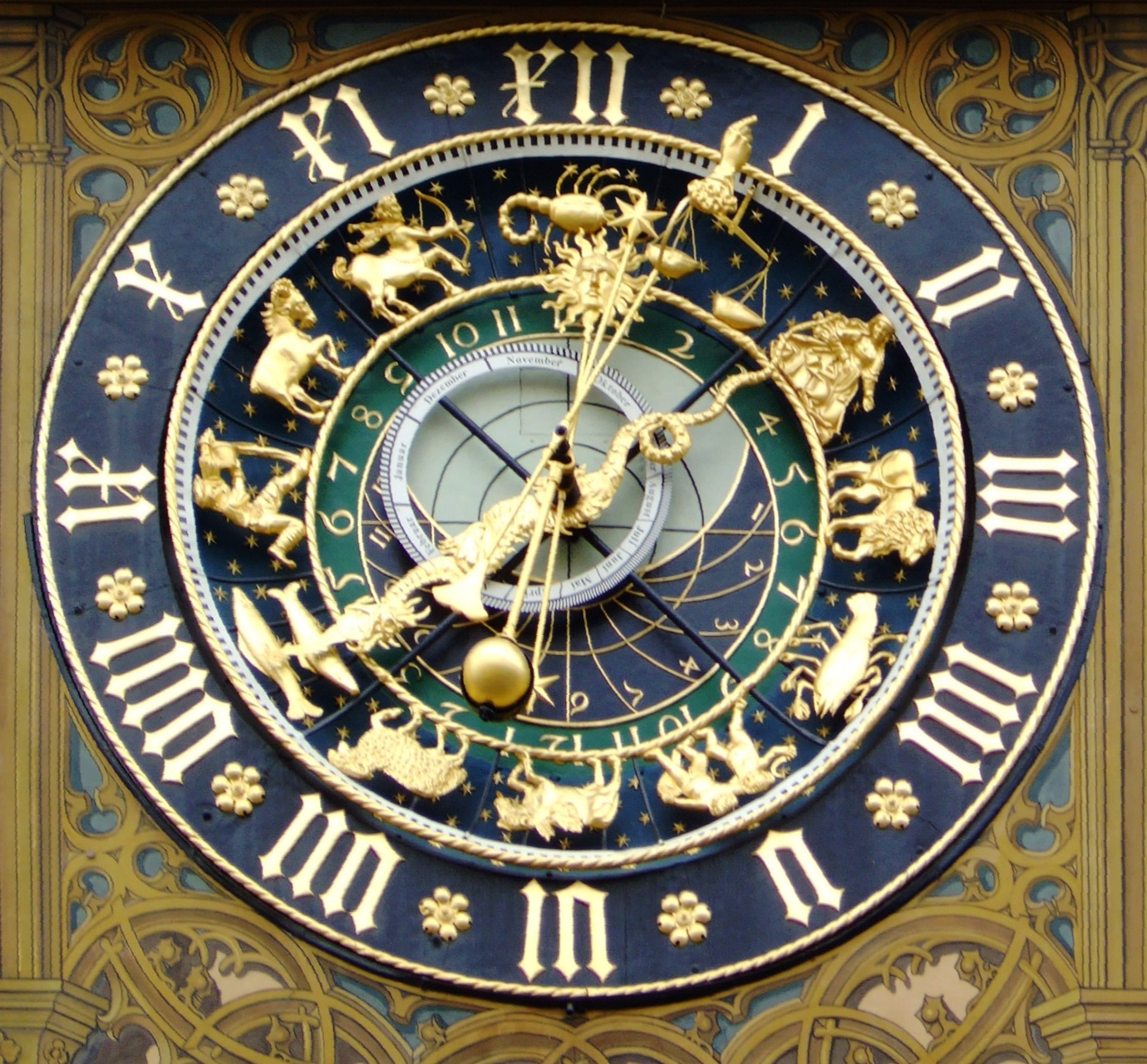
Restauration de l'horloge astronomique d'Ulm.
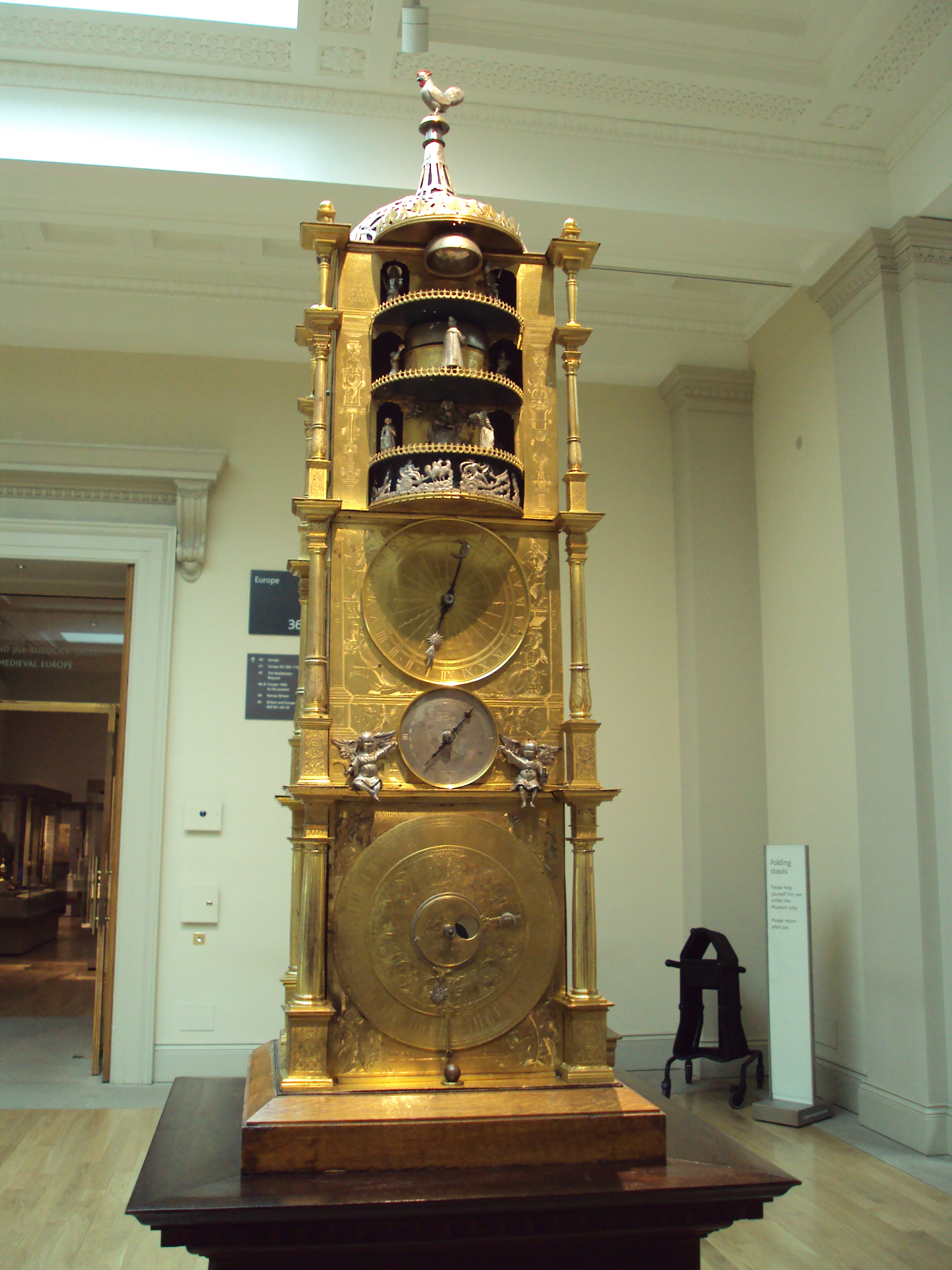
Horloge de salon avec automate et carillon (British Museum).
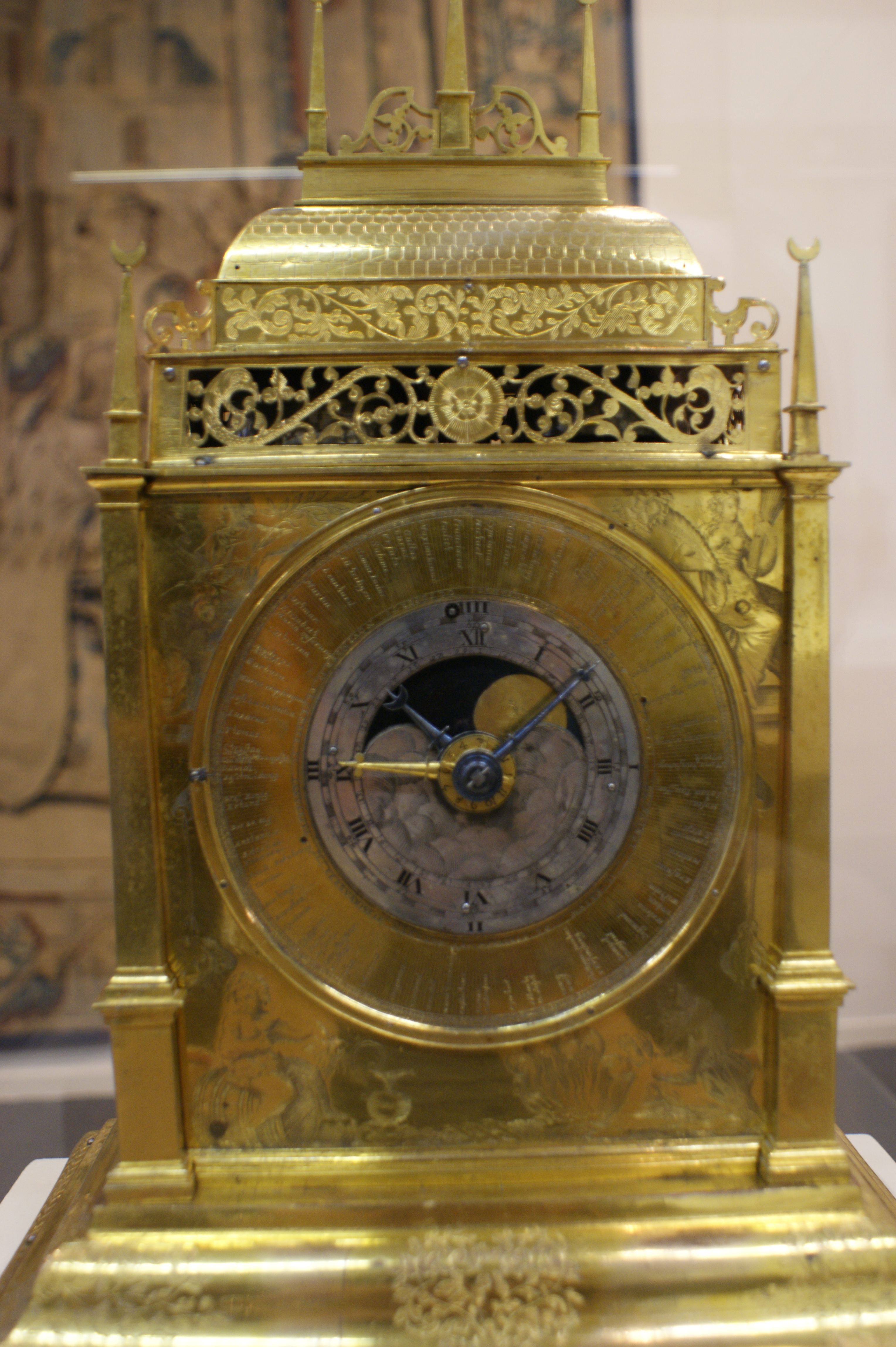
Horloge astronomique de table (Musée Paul-Dupuy.

### Note
1. ↑  Son nom est écrit Isaak Habrecht dans certains ouvrages.